# Atletica leggera ai Giochi della XXIII Olimpiade - 10000 metri piani

Video su Alberto Cova

I 10000 metri piani hanno fatto parte del programma maschile di atletica leggera ai Giochi della XXIII Olimpiade. La competizione si è svolta nei giorni 3-6 agosto 1984 al «Memorial Coliseum» di Los Angeles.

## Presenze ed assenze dei campioni in carica
| Competizione      | Atleta           | Prestazione | Los Angeles 1984 |
| ----------------- | ---------------- | ----------- | ---------------- |
| Olimpiadi 1980    | Miruts Yifter    | 27'42"69    | Rit. 1981        |
| Commonwealth 1982 | Gidamis Shahanga | 28'10"15    | Presente         |
| Europei 1982      | Alberto Cova     | 27'41"03    | Presente         |
| Asiatici 1982     | Zhang Guowei     | 29'37”56    | Assente          |
| Africani 1982     | Mohamed Kedir    | 28'55”50    | Etiopia assente  |
| Mondiali 1983     | Alberto Cova     | 28'01"04    | Presente         |

1. ↑  Per il boicottaggio.

Assenti a causa del boicottaggio
| Terzo tempo al mondo | 27'33"10 | 5 maggio 1984 | Hansjörg Kunze |

## Turni eliminatori
| 3 Batterie | 3 agosto | 41 partenti    | Si qualificano i primi 5 + i 2 migliori tempi. |
| Finale     | 6 agosto | 17 concorrenti |                                                |

## Finale
Il primatista mondiale Fernando Mamede è in giornata-no; si ritira.

A 12 giri dalla fine Martti Vainio allunga, solo Alberto Cova gli resiste. Il finlandese cerca di staccare l'avversario di cui teme lo spunto finale, ma è tutto inutile. L'azzurro gli rimane incollato fino all'ultima curva, poi lancia la volata e lo lascia sul posto, andando a cogliere l'oro in solitaria.
| Pos | Paese       | Atleta          | Tempo        |
| --- | ----------- | --------------- | ------------ |
|     | Italia      | Alberto Cova    | 27'47”54 min |
|     | Regno Unito | Michael McLeod  | 28'06”22 min |
|     | Kenya       | Michael Musyoki | 28'06”46 min |

Martti Vainio sarà successivamente squalificato per steroidi anabolizzanti e tolto dall'ordine d'arrivo.